# 7. april
7. april je 97. dan leta (98. v prestopnih letih) v gregorijanskem koledarju. Ostaja še 268 dni.

## Dogodki
- 331 pr. n. št. – ustanovljena Aleksandrija
- 1348 – v Pragi je bila ustanovljena prva univerza v Srednji Evropi (Karlova univerza v Pragi)
- 1365 – vojvoda Rudolf IV. Habsburški na Dunaju podpiše novomeški mestni privilegij, s čimer ustanovi Ruedolfswerth, danes Novo mesto
- 1795 – uvedba metrskega sistema
- 1827 – začetek prodaje vžigalic angleškega kemika Johna Walkerja
- 1906 – v Algecirasu se končna evropsko-ameriška konferenca o odnosu Francije do Maroka
- 1919 – Antanta se umakne iz Odese
- 1927 – Italija sprejme odlok o poitalijančevanju slovenskih imen v zasedeni Primorski
- 1939 – Italija vdre v Albanijo
- 1941 – kapitulacija Kraljevine Jugoslavije; ozemlje razdeljeno med tri okupatorje
- 1942 – Sumatra je pod popolno japonsko zasedbo
- 1948 – ustanovljena Svetovna zdravstvena organizacija
- 1963 – razglašena nova jugoslovanska ustava
- 1971 – Mirko Barišić in Anđelko Brajović napadeta jugoslovansko veleposlaništvo v Stockholmu
- 1990 – ustanovljena Zveza svobodnih sindikatov Slovenije
- 2006 – papež Benedikt XVI. je ustanovil tri nove škofije: Celje, Murska Sobota, Novo mesto; hkrati je Škofijo Maribor povzdignil v nadškofijo in Metropolijo Maribor

## Rojstva
- 1206 – Oton II. Wittelsbaški, bavarski vojvoda, pfalški grof († 1253)
- 1234 – Sančo VII., kralj Navarre (* 1170)
- 1506 – Sveti Frančišek Ksaverij, španski jezuit, misijonar († 1552)
- 1652 – Klemen XII., papež († 1740)
- 1718 – Hugh Blair, škotski razsvetljenski filozof, pisatelj in retorik († 1800)
- 1770 – William Wordsworth, angleški pesnik († 1850)
- 1772 – Charles Fourier, francoski utopični socialist († 1837)
- 1843 – Viljem Polak, slovenski poslovnež in mecen († 1908)
- 1847 – Jens Peter Jacobsen, danski pisatelj, pesnik († 1885)
- 1866 –
  - Erik Ivar Fredholm, švedski matematik († 1927)
  - Julije Golik, hrvaški pedagog in filolog († 1924)
- 1889 – Gabriela Mistral, čilenska pesnica, diplomatka, nobelovka 1945 († 1957)
- 1915 – Billie Holiday, ameriška jazzovska pevka, filmska igralka († 1959)
- 1920 – Ravi Shankar, indijski glasbenik, skladatelj († 2012)
- 1939 – Francis Ford Coppola, ameriški režiser
- 1944 – Gerhard Schröder, nemški kancler
- 1946 – Dimitrij Rupel, slovenski sociolog, publicist, politik
- 1954 – Jackie Chan, hongkonški filmski igralec
- 1964 – Russell Crowe, novozelandski filmski igralec
- 1966 – 
  - Béla Mavrák, madžarski tenorist
  - 1966 – Michela Figini, švicarska alpska smučarka
- 1968 – 
  - Aleš Čeh, slovenski nogometaš
  - Jože Možina, slovenski zgodovinar, avtor dokumentarnih filmov, sociolog, novinar
- 1983 – Franck Ribéry, francoski nogometaš
- 1994 – Paula Moltzan, ameriška alpska smučarka

## Smrti
- 858 – Benedikt III., papež
- 924 – Berengar I., kralj Italije (* okoli 845)
- 1144 – Ulrik I. Spanheimski, koroški vojvoda
- 1206 – Friderik I., vojvoda Zgornje Lorene (* 1143)
- 1234 – Sančo VII. Navarski, navarski kralj (* 1170)
- 1241 – Herman Jožef, nemški mistik, svetnik (* 1150)
- 1297 – Sigfrid Westerburški, kölnski nadškof, nemški volilni knez
- 1340 – Boleslav Jurij II., kralj Galicije-Volinije (* 1308)
- 1355 – Marina Smilec, despotinja Krana (* pred 1292)
- 1498 – Karel VIII. Prijazni, francoski kralj (* 1470)
- 1614 – El Greco, grško-španski slikar (* 1541)
- 1739 – Dick Turpin, angleški ropar (* 1705)
- 1789 – Abdul Hamid I., sultan osmanskega cesarstva (* 1725)
- 1797 – François-Noël Babeuf, francoski politični agitator, novinar (* 1760)
- 1836 – William Godwin, angleški novinar in filozof (* 1756)
- 1858 – Anton Diabelli, avstrijski skladatelj, založnik (* 1781)
- 1871 – Wilhelm von Tegetthoff, avstrijski admiral (* 1827)
- 1879 – Janez Parapat, slovenski duhovnik, zgodovinar, numizmatik in pisatelj (* 1838)
- 1928 – Aleksander Aleksandrovič Bogdanov, beloruski revolucionar, filozof in partijski ekonomist (* 1873)
- 1943 – Alexandre Millerand, francoski predsednik (* 1859)
- 1947 – Henry Ford, ameriški industrialec (* 1863)
- 1951 – France Marolt, slovenski glasbenik etnomuzikolog (* 1891)
- 1955 – Theda Bara, ameriška filmska igralka (* 1885)
- 1968 – Jim Clark, škotski avtomobilistični dirkač Formule 1 (* 1936)
- 1986 – Leonid Kantorovitch, ruski nobelovec 1975 (* 1912)
- 1992 – Yang Kyoungjong, korejski vojak (* 1920)
- 1997 – Georgij Stepanovič Šonin, ruski kozmonavt (* 1935)

## Prazniki in obredi
- Armenija – dan materinstva in lepote
- Svetovni dan zdravja